# Edwin Öhberg
Edwin Petrus Öhberg, född 21 oktober 1900 i Säbrå socken, Västernorrlands län, död 26 september 1968, var en svensk konservator och målare.
Han var son till sågverksarbetaren Erik Petrus Öhberg och Märta Erika Fälldin och från 1950 gift med Louise Adele Alenius. Öhberg studerade vid tekniska skolan i Härnösand 1916–1920. Tillsammans med Josef Lémon ställde han ut i Sundsvall och Hudiksvall 1943 och han medverkade i en rad samlingsutställningar med olika konstföreningar. Bland hans offentliga arbeten märks en väggmålning i Tuna gårds pensionärshem samt två porträtt i Österåkers kyrka. Hans konst består av norrländska landskap, stilleben och porträtt utförda i olja.  